# جراحة تعزيز الصلبة
تعزيز الصلبة هو إجراء جراحي يستخدم لتقليل أو إيقاف تطور الأذية البقعية الناجمة عن الحسر الشديد، والذي قد يكون تنكسيًا.

## الحسر الشديد
يعد الحسر أحد الأسباب الرئيسية للعمى في العالم. يوجد عوامل متعددة تؤدي إلى الإصابة بالحسر كالعوامل الوراثية، والبيئية، مثل التمدد الميكانيكي، والإجهاد الزائد للعينين، والإفراط بعملية المطابقة، بالإضافة إلى ارتفاع ضغط العين. يصيب الحسر الأطفال والبالغين على حد سواء. يستقر عادة بمجرد اكتمال عملية النمو، وقد يؤدي إلى فقدان الرؤية في الحالات المزمنة الأكثر شدة.
يتميز الحسر التنكسي، المعروف أيضًا باسم الحسر الخبيث أو المرضي أو التقدمي، باستطالة الصلبة الخلفية وترققها (25.5 ملم إلى 26.5 ملم على الأقل)، ويترافق مع أخطاء انكسارية عالية تتراوح من -5 إلى -7.5 ديوبتر، وتزاداد سنويًا.  قد تظهر تغيرات في قاع العين، بما في ذلك الضخامة العنبية الخلفية الناجمة عن نمو العين باتجاه الخلف وفقدان شكلها الكروي. لا تتطور الضخامة العينية بمعدل ثابت، وقد تتشكل نتوءات غير طبيعية للأنسجة العنبية، وتنبثق من خلال نقاط الضعف في كرة العين. تتميز الضخامة العنبية بترقق حزم الكولاجين في الصلبة، وانخفاض عددها، وتترافق بوجود انتفاخ صدغي خلفي كبير. مع تضخم الصلبة، تصبح الأنسجة المشيمية رقيقة ويبدأ غشاء بروك في التمزق، ما يؤدي إلى ظهور آفات تسمى بشقوق الورنيش. قد تتوسع الأوعية الدموية، تبرز تلك الأوعية من خلال الشقوق، وتنزف في المساحة الموجودة أسفل طبقة الخلايا المستقبلة للضوء. قد يؤدي هذا النزيف إلى تندب وضمور البقعة الصفراء، ما يؤدي إلى تدهور الرؤية تدريجيًا. قد يؤدي الحسر الشديد غير المعالج إلى انفصال الشبكية، والزرق، وزيادة خطر الإصابة بإعتام عدسة العين.

## الهدف من العمل الجراحي
تهدف الجراحة إلى تغطية القطب الخلفي الرقيق بمادة داعمة قادرة على تحمل الضغط داخل العين، ومنع تطور الضخامة العنبية الخلفية. لا يمكن عكس الضرر الناجم عن العملية المرضية على الرغم من انخفاض الضغط. يمكن الحفاظ على الرؤية أو تحسينها من خلال وقف تطور المرض.

## طرق الجراحة
يوجد ثلاث تقنيات جراحية أساسية، يشار إليها باسم الدعامة على شكل X، وعلى شكل Y، ودعامة الشريط الواحد. يترافق تطبيق الدعامات على شكل X وY بخطر انسحاب ذراع الدعامة بالاتجاه الأنسي، ما يؤدي إلى انضغاط العصب البصري ومن ثم ضموره. تغطي المادة الداعمة القطب الخلفي بشكل عمودي في دعامة الشريط الواحد، وتشغل المساحة بين العصب البصري ومدخل العضلة المائلة السفلية. تُفضل هذه الطريقة في أغلب الحالات، لأنها أسهل الطرق من ناحية التطبيق، وتوفر مساحة أكبر من الدعم، وتترافق مع خطر أقل لانضغاط العصب البصري.

## المواد المستخدمة
استخدمت في هذه الجراحة مجموعة مختلفة من المواد في الماضي، بما في ذلك اللفافة الفخذية العريضة، والليودورا (طبقة الأم الجافية البشرية المجففة بالتجميد)، والغور تكس، والزينوديرم (أدمة جلد الخنزير)، وأوتار بعض الحيوانات، والصلبة المأخوذة من الجثث أو من المتبرعين. تقدم الصلبة البشرية أفضل دعم، بالإضافة إلى الليودورا، المتوافق بيولوجيًا مع مقلة العين، ويتحمل تطبيق قوى شد كافية. ولا يُقترح استخدام مواد صناعية، مثل النايلون أو السيليكون. يترافق استخدام الصلبة المأخوذة من الجثث أو الأوتار الحيوانية مع خطر الرفض.

## الإجراء الجراحي
أدخلت العديد من التعديلات على العمل الجراحي، تعتبر طريقة تومسون الإجراء الأساسي. تقطع الملتحمة ومحفظة تينون على بعد حوالي 6 ملم من حوف القرنية. تفصل العضلات المستقيمة الجانبية والعلوية والسفلية باستخدام خطاف الحول. يفصل بعدها النسيج الضام عن القطب الخلفي، وكذلك العضلة المائلة السفلية. يدخل شريط المادة الداعمة تحت العضلات المنفصلة، ويدفع للأسفل بعمق باتجاه القطب الخلفي. يدخل طرفي الشريط فوق العضلة المستقيمة الإنسية، ويخاط في الصلبة على الجانب الإنسي للعضلات المستقيمة العلوية والسفلية. تغلق الملتحمة ومحفظة تينون.

## المضاعفات
يتميز الإجراء بانخفاض معدل المضاعفات طويلة المدى، بينما تشمل المضاعفات قصيرة المدى التسمم الكيميائي، والوذمة المشيمية أو النزف، وأذية الوريد الدوامي، ومشاكل حركية عابرة.